# Valice
Valice es un municipio del distrito de Rimavská Sobota en la región de Banská Bystrica, Eslovaquia, con una población estimada a final del año 2024 de 335 habitantes.
Se encuentra ubicado al este de la región, en la cuenca hidrográfica del río Sajó —un afluente derecho del río Tisza— y cerca de la frontera con la región de Košice y con Hungría.

## Demografía
| Año        | 1994 | 2004    | 2014    | 2024    |
| ---------- | ---- | ------- | ------- | ------- |
| Población  | 331  | 310     | 322     | 335     |
| Diferencia |      | −6,34 % | +3,87 % | +4,03 % |

| Año        | 2023 | 2024    |
| ---------- | ---- | ------- |
| Población  | 324  | 335     |
| Diferencia |      | +3,39 % |